# Visage de femme (film, 1938)
Pour les articles homonymes, voir Visage de femme.
Pour plus de détails, voir Fiche technique et Distribution.
Visage de femme (titre original : En kvinnas ansikte) est un film suédois réalisé par Gustaf Molander sorti en 1938.

## Fiche technique
- Titre : Visage de femme
- Titre original : En kvinnas ansikte
- Réalisation : Gustaf Molander
- Scénario : Stina Bergman (non crédité), Ragnhild Prim (non crédité) et Gösta Stevens d'après la pièce Il était une fois de Francis de Croisset
- Directeur de la photographie : Åke Dahlqvist
- Montage : Oscar Rosander
- Direction artistique : Arne Åkermark
- Musique : Eric Bengtson
- Société de production et de distribution : Svensk Filmindustri
- Pays de production :  Suède
- Genre : Film dramatique
- Format : Noir et blanc - 35 mm - 1,37:1 - Son : Mono (Peterson Poulsen/AGA Baltic)
- Durée : 104 minutes
- Dates de sortie : 
  - Suède : 31 octobre 1938
  - États-Unis : 8 septembre 1939

## Distribution
- Ingrid Bergman : Anna Holm / Anna Paulsson
- Tore Svennberg : Magnus Barring
- Anders Henrikson : Dr Wegert
- Georg Rydeberg : Torsten Barring
- Gunnar Sjöberg : Harald Berg
- Hilda Borgström : Emma
- Karin Kavli : Mme Wegert
- Erik 'Bullen' Berglund : Nyman
- Sigurd Wallén : Miller
- Gösta Cederlund : Le comte
- Magnus Kesster : Le bel Herman
- Göran Bernhard : Lars-Erik Barring
- Bror Bügler : Georg Mark